# Coleorrhyncha
Sous-ordre
Synonymes
- Peloridiomorpha[1]

Les coléorrinques (Coleorrhyncha) forment un groupe traditionnellement considéré comme un sous-ordre d'hémiptères, bien que certaines classifications le considèrent comme un infra-ordre appartenant au sous-ordre des Prosorrhyncha. Dans ce cas, on les nomme Peloridiomorpha.

## Localisation
Le groupe ne comprend qu'une seule famille actuelle, les Peloridiidae, d'origine gondwanienne, qui compte 17 genres et 36 espèces. Ce sont des insectes de petite taille (2 à 4 mm), rarement vus, plats, à la surface particulièrement grumeleuse. Ils ont été trouvés en Patagonie (Argentine et Chili), Nouvelle-Zélande, dans l'est de l'Australie, sur l'Île Lord Howe et en Nouvelle-Calédonie. À l'exception d'une seule, aucune espèce de coléorrinques ne vole.
Leur distribution actuelle suggère qu'ils sont apparus avant la séparation du Gondwana, et leur lien avec les Heteroptera remonte au moins au Permien supérieur, il y a plus de 230 millions d'années.
Les Peloridiidae se rencontrent sur les mousses et les hépatiques, plus couramment dans les forêts de hêtres du genre Nothofagus.
Il y a aussi 3 familles fossiles : †Haploridiidae, †Karabasiidae et †Progonocimicidae.

## Publication originale
- (en) Myers & China, 1929 : The systematic position of the Peloridiidae as elucidated by a further study of the external anatomy of Hemiodoecus leadi China. Annals and Magazine of Natural History, vol. 105, n. 3, pp. 282–294.